# Pruchya Isaro
Pruchya Isaro (thailändisch ปรัชญา อิสโร, RTGS Pratchaya Itsaro; * 16. Oktober 1995 in Songkhla) ist ein thailändischer Tennisspieler.

## Karriere
Pruchya Isaro spielt hauptsächlich auf der ATP Challenger Tour und der ITF Future Tour. Er feierte bislang fünf Doppelsiege auf der Future Tour. Auf der Challenger Tour gewann er das Doppelturnier in Bangkok im Jahr 2014.
Er spielt seit 2013 für die thailändische Davis-Cup-Mannschaft. Für diese trat er in fünf Begegnungen an, wobei er im Einzel eine Bilanz von 5:1 und im Doppel eine von 3:1 aufzuweisen hat.

## Erfolge
| Legende (Anzahl der Siege)  |
| Grand Slam                  |
| ATP World Tour Finals       |
| ATP World Tour Masters 1000 |
| ATP World Tour 500          |
| ATP World Tour 250          |
| ATP Challenger Tour (2)     |

### Doppel

#### Turniersiege
| Nr. | Datum            | Turnier  | Belag     | Partner              | Finalgegner            | Ergebnis  |
| --- | ---------------- | -------- | --------- | -------------------- | ---------------------- | --------- |
| 1.  | 30. August 2014  | Bangkok  | Hartplatz | Nuttanon Kadchapanan | Chen Ti Peng Hsien-yin | 6:4, 6:4  |
| 2.  | 19. Oktober 2024 | Shenzhen | Hartplatz | Wang Aoran           | Ray Ho Joshua Paris    | 7:64, 6:3 |